# Helina marginipennis
Helina marginipennis är en tvåvingeart som först beskrevs av Stein 1904.  Helina marginipennis ingår i släktet Helina och familjen husflugor. Inga underarter finns listade i Catalogue of Life.